# Синиша Беламарић
Синиша Беламарић (Шибеник, 18. фебруар 1947) бивши је југословенски ватерполиста.

## Спортска биографија
Рођен је у Шибенику 18. фебруара 1947. године. Још као млад је дошао у београдски Партизан. Био је изразити голгетер, три пута је био најбољи стрелац Прве лиге Југославије. Играо је у чувеној генерацији Партизана са Сандићем, Јанковићем, Перишићем, Маровићем и Дабовићем, са којом је крајем 60-их и током 70-их освојио све што се може освојити у ватерполу. Чак 10 пута је освојио титулу првака државе, 7 Купова Југославије и 3 пута Куп европских шампиона. Први је ватерполиста који је постигао више од 1000 голова.
За ватерполо репрезентацију Југославије је играо 248 пута. Освојио је две бронзане медаље на Светском првенству, те сребрну и две бронзане медаље на Европским првенствима. Двоструки је учесник Олимпијских игара, у Минхену 1972. и Монтреалу 1976. године (оба пута освојено пето место).
Након завршетка играчке каријере докторирао је на Факултету за физичку културу у Београду (ДИФ) на ком је предавао пливање и ватерполо. Био је 10 година и тренер репрезентације Кувајта.